# オフィス企画
株式会社オフィス企画（オフィスきかく）は東京都千代田区に本社をおき、オフィス移転に伴うオフィスレイアウト、内装デザイン・工事、引越し、オフィス家具の販売、オフィス環境改善を行う企業である。

## 概要
2001年（平成13年）1月、オフィスビル仲介業の株式会社ビルディング企画のグループ会社として設立。ビルディング企画が仲介をした企業に対し、オフィスレイアウト、内装デザイン、内装工事、引越し、オフィス家具の販売、通信工事を行う。オフィス家具販売サイト「家具みる」を運営。

## 支店
- 大阪支店
  - 大阪市中央区南船場4-4-21　りそな船場

## 関連会社
- 株式会社ビルディング企画
- 株式会社企画ビルディング
- 株式会社月刊ビルディング

## 加盟団体
- 社団法人ニューオフィス推進協議会
- 公益社団法人日本ファシリティマネジメント協会